# Альбедиль, Пётр Романович
Барон Пётр Романович Альбедиль (1764—1830) — обер-гофмейстер русского императорского двора, управляющий Гоф-интендантской конторой.

## Биография
Происходил из старинного лифляндского дворянского рода, имевшего итальянские корни и с 1720 года возведённого в баронское достоинство Шведского королевства. Родился 2 (13) мая 1764 года, сын барона Эрика Рейнгольда Альбедиля (1732—1804), племянника Э. Г. Бирона.
В 1770 году Альбедиль был принят в малолетнее отделение шляхетского кадетского корпуса и, по окончании курса, выпущен 18 февраля 1785 года в мушкётерский полк поручиком.
В шведскую войну 1788—1790 годов Альбедиль за отличие в бою 5 августа 1789 года заслужил чин капитана. В майоры произведён императором Павлом I 10 ноября 1798 года, тогда же получил орден св. Анны 2-й степени.
Назначенный 24 октября 1799 года бригад-майором к литовскому губернатору М. И. Голенищеву-Кутузову, 19 октября 1800 года по неизвестной причине был отставлен от службы, но 2 мая 1801 года, с воцарением императора Александра I, назначен флигель-адъютантом и произведён в подполковники. В бытность флигель-адъютантом Альбедиль произвёл дознание о действиях казанского губернатора, применявшего пытки в местном судопроизводстве.
В кампаниях 1805 года в Австрии и 1806—1807 годов в Восточной Пруссии Альбедиль состоял при императоре Александре I и неоднократно исполнял его поручения в действующей армии и участвовал в нескольких сражениях. В 1806 году награждён орденом св. Владимира 3-й степени и 26 ноября 1811 года — орденом св. Георгия 4-й степени (№ 2318 по кавалерскому списку Григоровича — Степанова)
Пожалованный 25 декабря 1812 года в егермейстеры Альбедиль не оставлял уже придворной службы. Он пользовался высоким вниманием императрицы Марии Фёдоровны, дававшей ему разного рода поручения и не забывшей упомянуть его в своем духовном завещании, и оставив на память свой портрет.
28 января 1813 года уволен с военной службы с чином действительного статского советника. Пожалованный в день бракосочетания великого князя Николая Павловича в гофмаршалы, Альбедиль 22 июля 1817 года получил в управление гоф-интендантскую контору.
4 июня 1821 года был удостоен ордена св. Владимира 2-й степени, 2 апреля 1827 года — ордена св. Александра Невского (алмазные знаки к этому ордену были пожалованы 5 декабря 1828 года).
Был пожалован чином обер-гофмейстера. Заведовал гоф-интендантской конторой до кончины, последовавшей 15 (27) марта 1830 года.

## Семья
У Альбедиля был внебрачный сын Павел, носивший фамилию Альбединский. Внук Альбедиля, Пётр Павлович Альбединский, был генерал-губернатором Польши и Прибалтики.

## Награды
- Орден Святой Анны 2-й ст. (1798),
- Орден Святого Владимира 3-й ст. (1806),
- Орден Святого Георгия 4-й ст. (1811)
- Орден Святой Анны 1-й ст. (16 октября 1816)[4]
- Орден Святого Владимира 2-й ст. (4 июня 1821)
- Орден Святого Александра Невского (2 апреля 1827), алмазные знаки (5 декабря 1828)